# Zlostup
Zlostup (cyr. Злоступ) – wieś w Czarnogórze, w gminie Nikšić. W 2011 roku liczyła 22 mieszkańców.